# VI – The Satanachist Credo
VI: The Satanachist Credo – trzeci album studyjny polskiej grupy black metalowej Non Opus Dei. Wydany został 24 października 2005 roku nakładem Pagan Records. Nagrania zostały zarejestrowane w olsztyńskim Studio X w lipcu 2004 roku we współpracy z producentem muzycznym Szymonem Czechem.

## Lista utworów
Opracowano na podstawie materiału źródłowego.
1. "I: Sic Damno Me" (muz. Klimorh, Kozyr, sł. Klimorh) - 03:31
2. "II: When All The Motion Has Ceased" (muz. Klimorh, Kozyr, sł. Klimorh) - 03:15
3. "III: Not Art But War" (muz. Klimorh, Kozyr, sł. Klimorh) - 03:59
4. "IV: Kriegsgeschrei" (muz. Klimorh, Kozyr, sł. Klimorh) - 03:56
5. "V: The Gammadian Alchemy" (muz. Klimorh, Kozyr, sł. Klimorh) - 04:01
6. "VI: Death Before Dishonour" (muz. Klimorh, Kozyr, sł. Klimorh) - 04:19
7. "VII: Homo Galactica" (muz. Klimorh, Kozyr, sł. Klimorh) - 05:29
8. "VIII: The Credo" (muz. Klimorh, Kozyr, sł. Klimorh) - 01:59
9. "Untitled" (muz. Klimorh, Kozyr, sł. Klimorh) - 3:11

## Twórcy
Opracowano na podstawie materiału źródłowego.
| - Klimorh – śpiew, gitara - Sarkueil – gitara basowa - Kozyr – perkusja | - Szymon Czech – inżynieria dźwięku - Tomasz Modrzejewski – koncepcja oprawy graficznej, zdjęcia - Dominika Szmyt – okładka |